# Maria Heimsuchung (Pfronten)

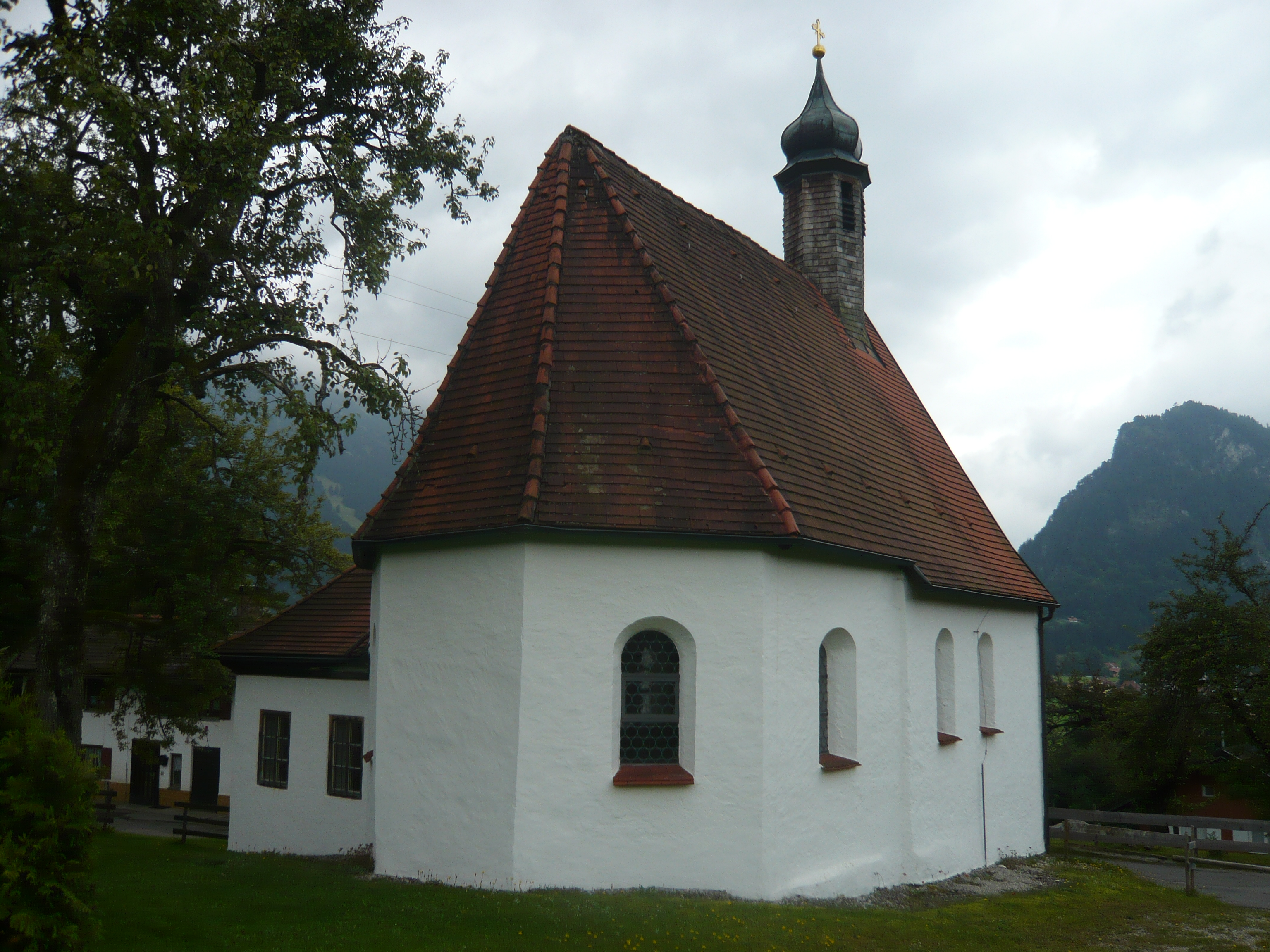
Kapelle Maria Heimsuchung

Die Kapelle Maria Heimsuchung ist ein Gotteshaus im Pfrontener Ortsteil Meilingen. Sie ist eine Filiale der Pfarrkirche St. Nikolaus in Pfronten-Berg.

## Geschichte

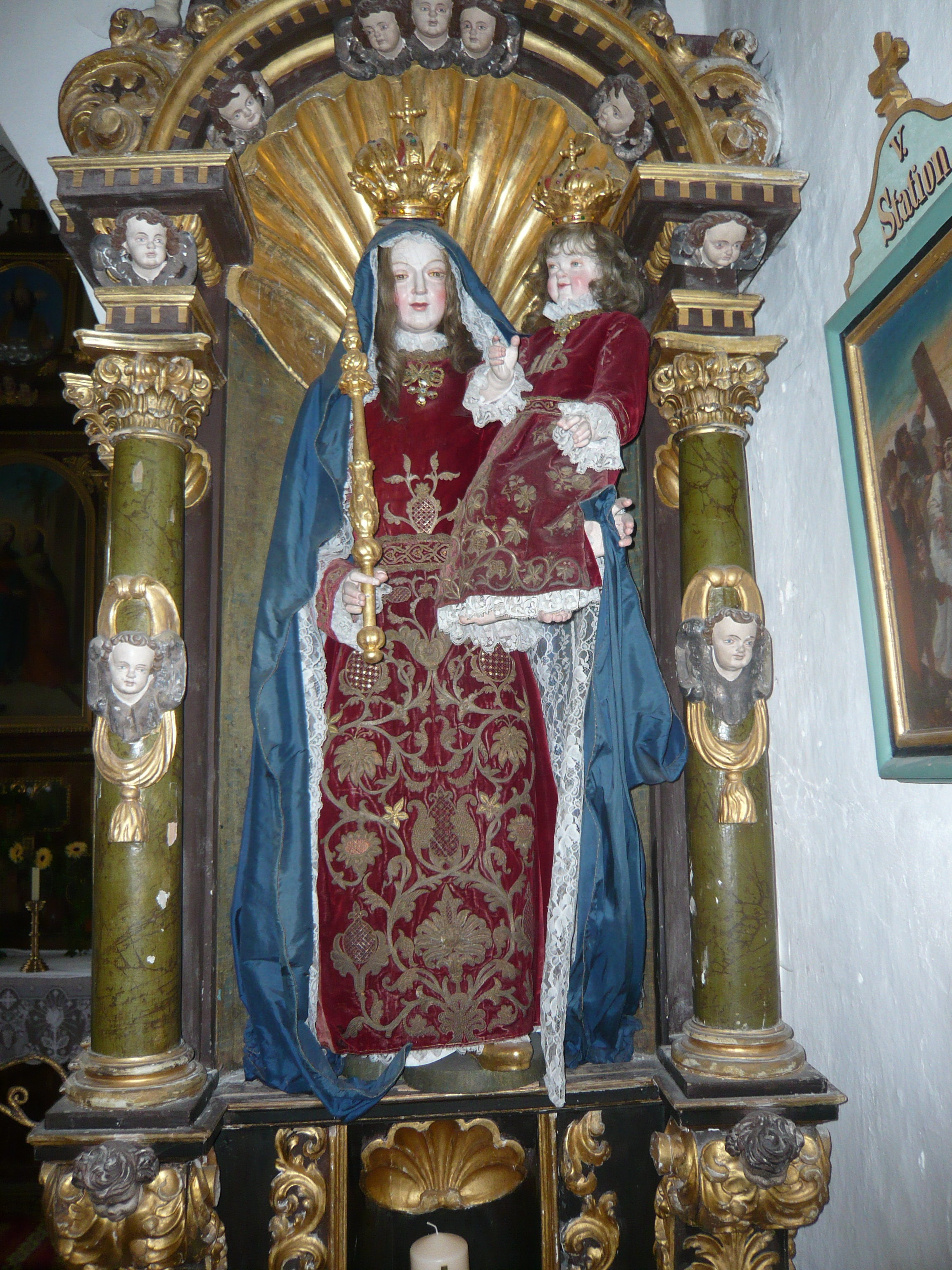
Gnadenbild

Die Kapelle Maria Heimsuchung steht im Meilinger Ortsteil Burgweg. Diese Ansiedlung dürfte angelegt worden sein, als um 1290 eine Straße zur neuen Burg Falkenstein gebaut worden war. Möglicherweise geht der Ursprung der Kapelle in jene Zeit zurück. In einem Bericht an das Ordinariat von 1658 wird sie erstmals genannt und 1664 als „uralt“ bezeichnet.
Ihr älterer Name ist „Unsere Liebe Frau im Burgweg“. Nun hat sich im Volksmund der Name „Maria Hilf“ durchgesetzt. Diese Bezeichnung wurde der Kapelle wohl von schwangeren Frauen verliehen, die hierher kamen und vor dem Gnadenbild der Muttergottes für eine glückliche Geburt beteten. Das wird bereits 1738 berichtet.

## Baubeschreibung

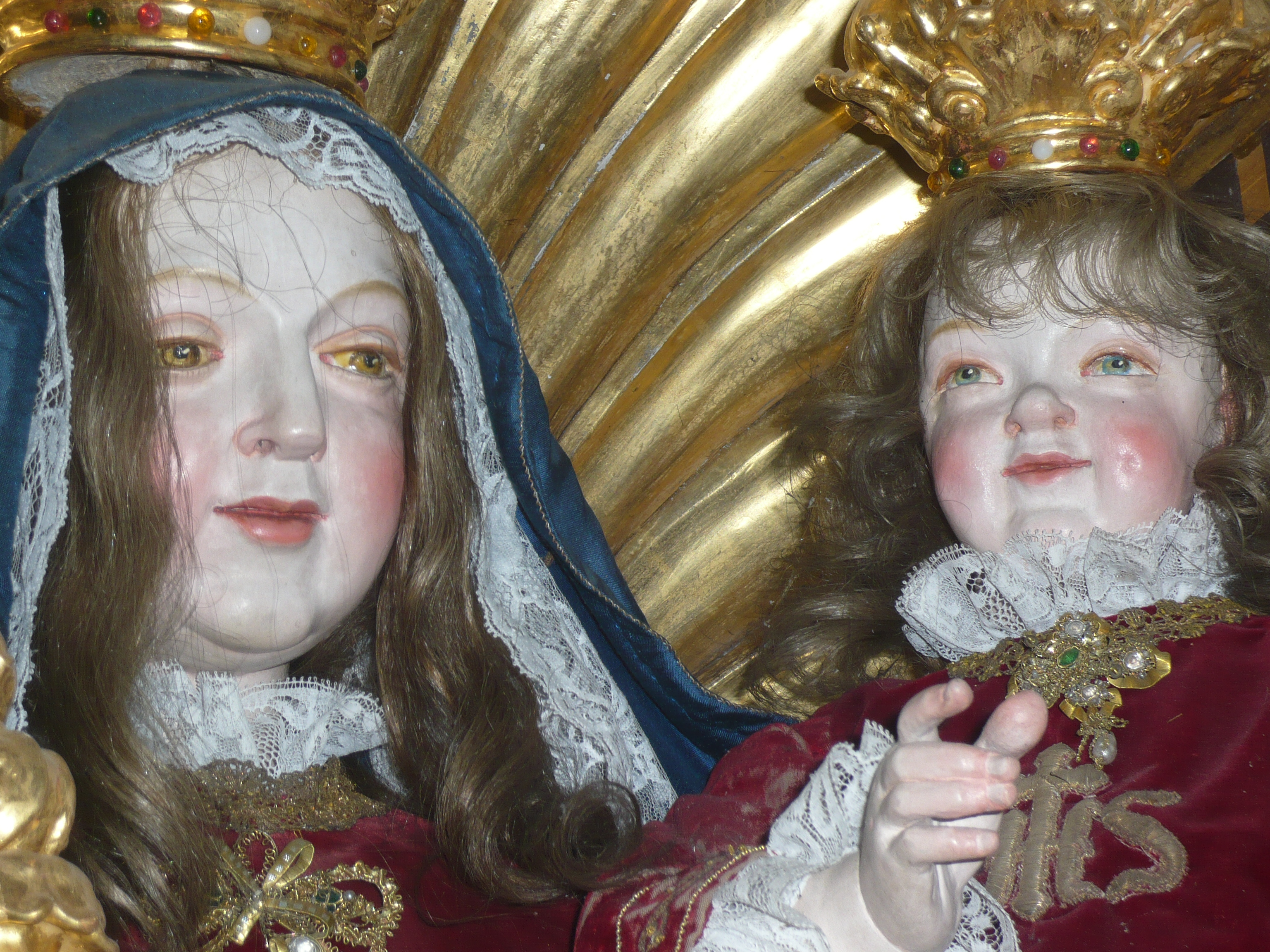
Gnadenbild (Detail)

An das rechteckige Langhaus mit zwei Fensterachsen schließt sich ein leicht eingezogener und dreiseitig geschlossener Chor an, der eine weitere Fensterachse aufweist. Auf der Südseite sind eine Sakristei und ein Vorzeichen an die ursprüngliche Kapelle angebaut worden. Im oktogonalen Dachreiter hängt eine kleine Glocke von 1644. Sie musste nach 1945 umgegossen werden, nachdem sie aus der kriegsbedingten Ablieferung mit einem Riss zurückgekommen war.
Innen ist der Chor durch einen kräftigen Bogen vom Langhaus mit einer westlichen Empore abgetrennt. Die Decke ist flach und hat eine Hohlkehle. Der Stuck im Chorgewölbe mit frühbarocken Stabformen stammt vom Wessobrunner Jakob Miller.
Die letzte gründliche Renovierung der Kapelle wurde 1973 abgeschlossen.

## Ausstattung

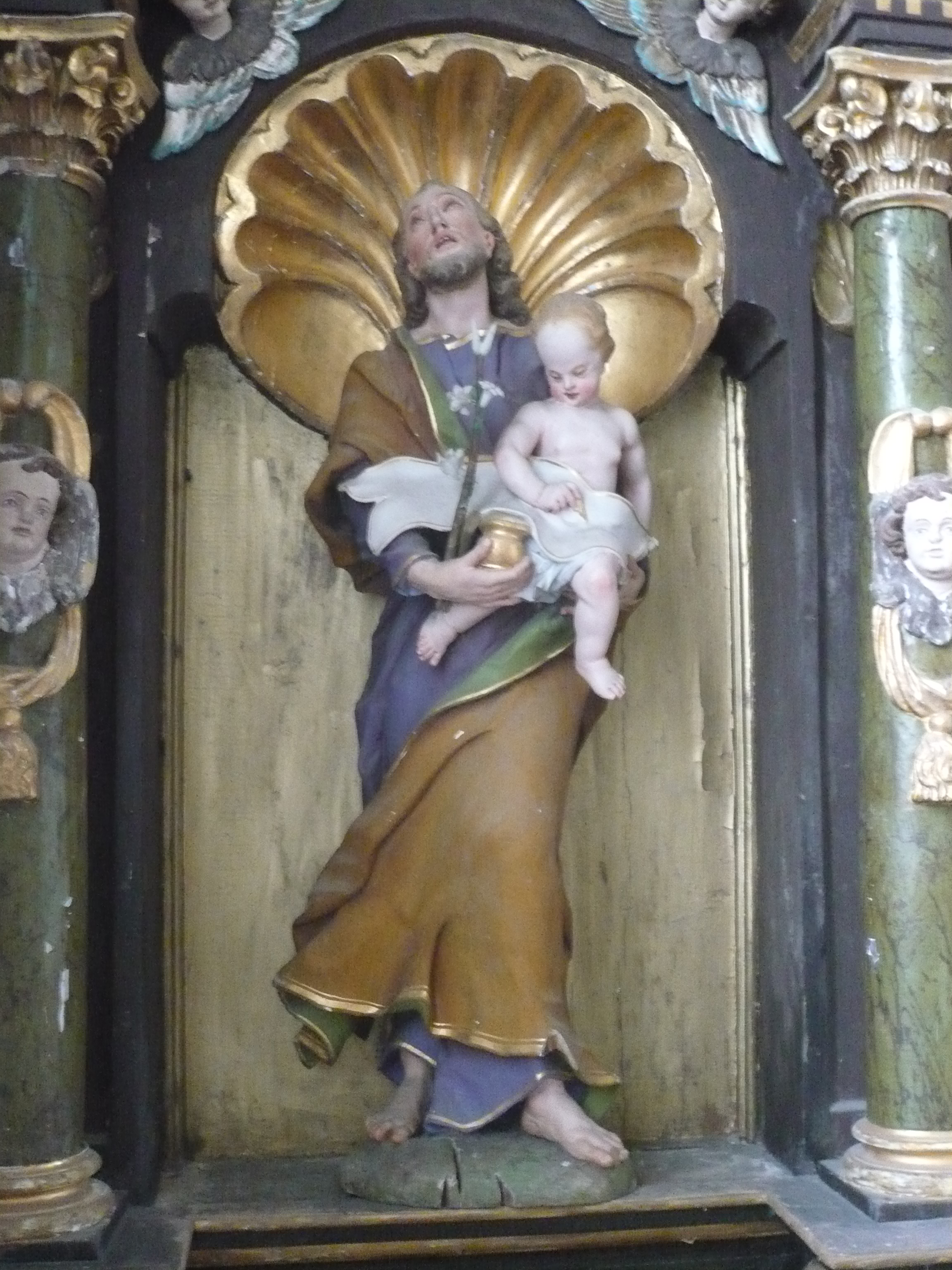
Hl. Joseph von Mang Anton Stapf

Wesentliche Bestandteile des Kirchenschmucks sind die drei hochbarocken Altäre, von Nikolaus Babel 1686 geschnitzt und von Johann Rudolf Bösinger gefasst. Beide erhielten für ihre Arbeit je 46 Gulden 30 Kreuzer. Im Auszug des Hochaltares thront die Halbfigur von Gottvater, die vom Hl. Joachim und einer Anna Selbdritt eingerahmt ist. Engelfiguren auf den Altargiebeln und Engelköpfchen an den Säulen und Kapitellen geben den Altären ein besonders festliches Aussehen.
Der Hl. Joseph mit dem Christuskind am linken Seitenaltar muss dem Pfrontener Bildhauer Mang Anton Stapf (1701–1772). Im Nazarenerstil hat Karl Keller (1823–1904) das heutige Hochaltarbild gemalt. Die 14 Kreuzwegstationen sind auf Leinwand gemalte Ölbilder, die auf Holztafeln geklebt wurden. Sie sind unsigniert und stammen aus der Mitte des 18. Jahrhunderts.
Die Herkunft des Gnadenbildes am rechten Seitenaltar, eine Muttergottes mit dem Christuskind, ist nicht geklärt. Eine alte, vermutlich kleinere, Madonna wurde 1686 mit Taffet, Borten und Bändern in barockem Stil eingekleidet.  1801 hat dann der Schreiner Joseph Anton Münz von Pfronten-Kreuzegg (1772–?) den Altar umgebaut und dabei die Muschelnische vergrößert. Dort wurde von ihm ein „neues“ Muttergottesbild aufgestellt, das der Pfrontener Alois Kögel (1753–1830) gefasst hatte. Es ist nicht bekannt, woher die Madonna ursprünglich stammt, die Arbeit eines Pfrontener Bildhauers scheint sie nicht zu sein. Auch die Herkunft des Jesuskindes, das stilistisch nicht zur Muttergottes passt, ist nicht dokumentiert. Beide Figuren waren immer schon bekleidet. 1980 sind sie grundlegend restauriert worden.

Engelköpfchen von Nikolaus Babel an den Seitenaltären
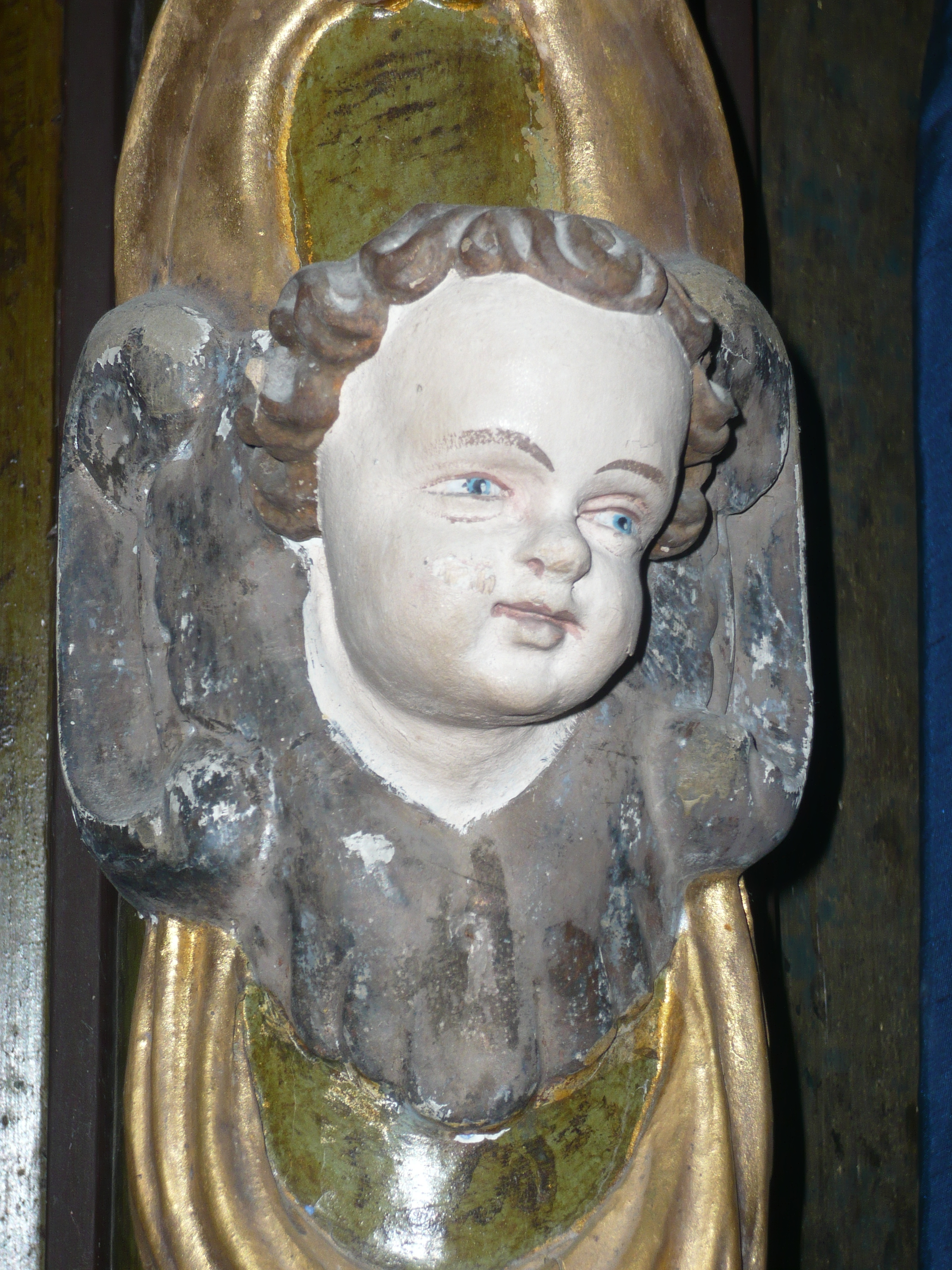
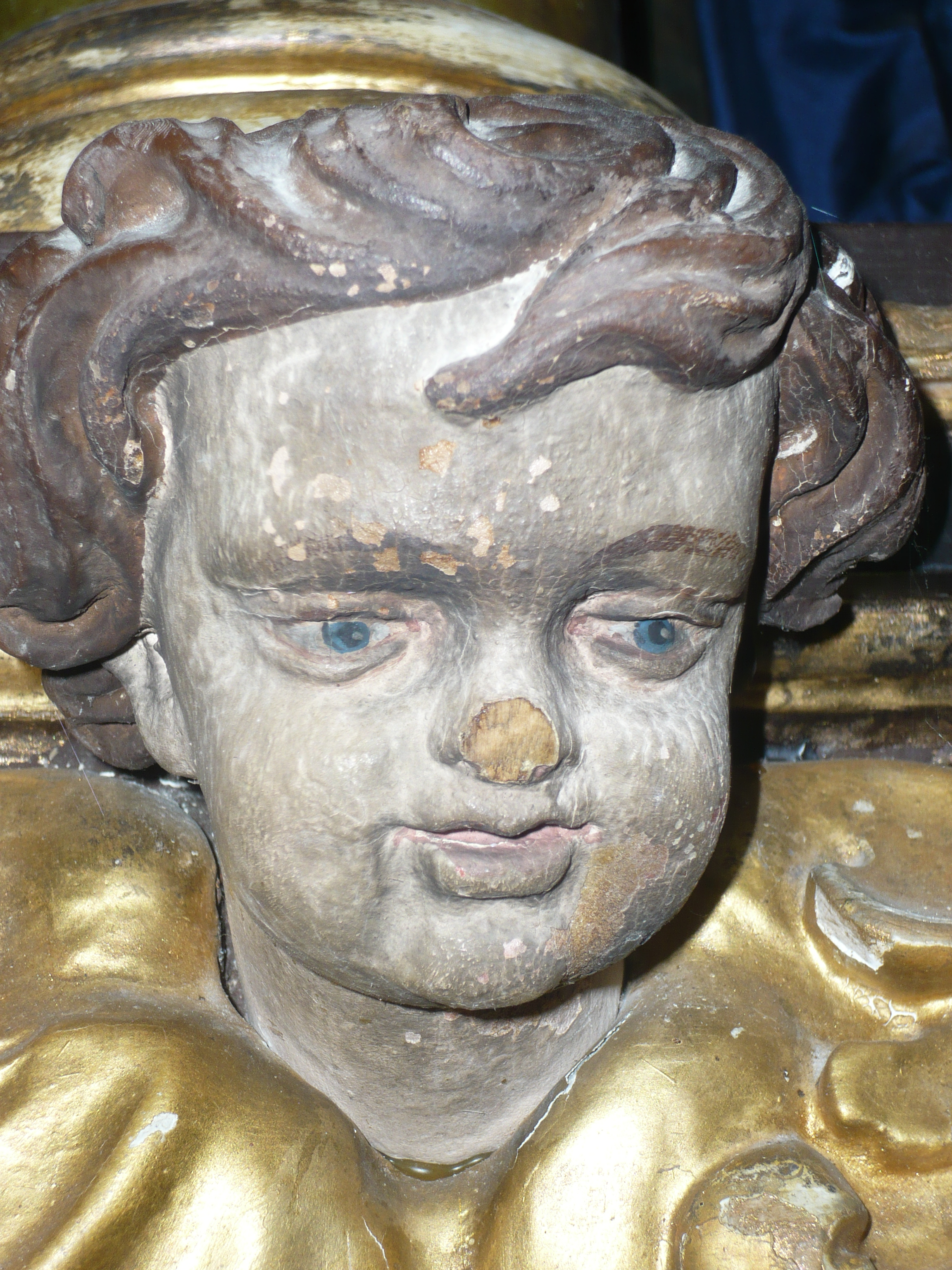
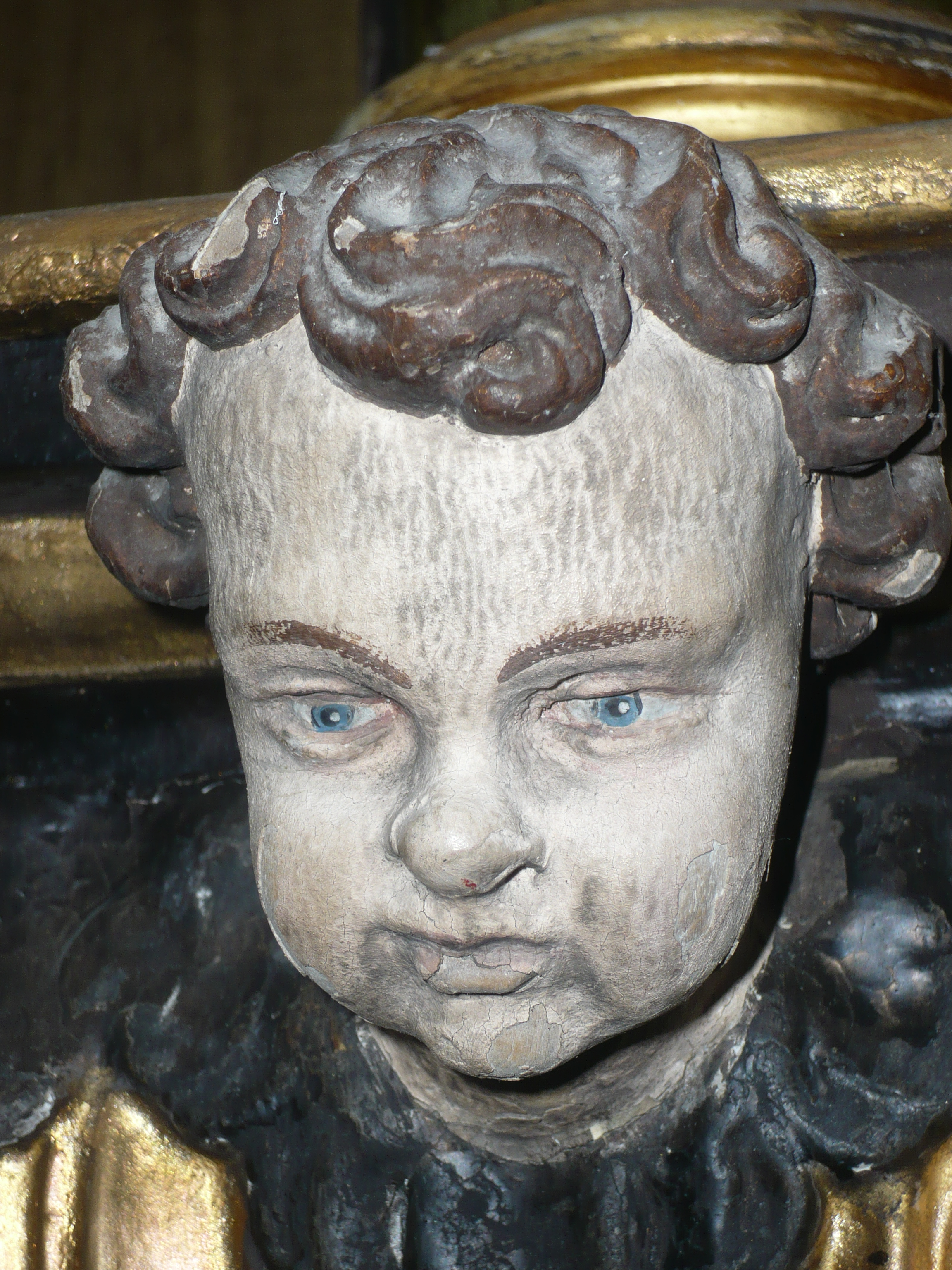
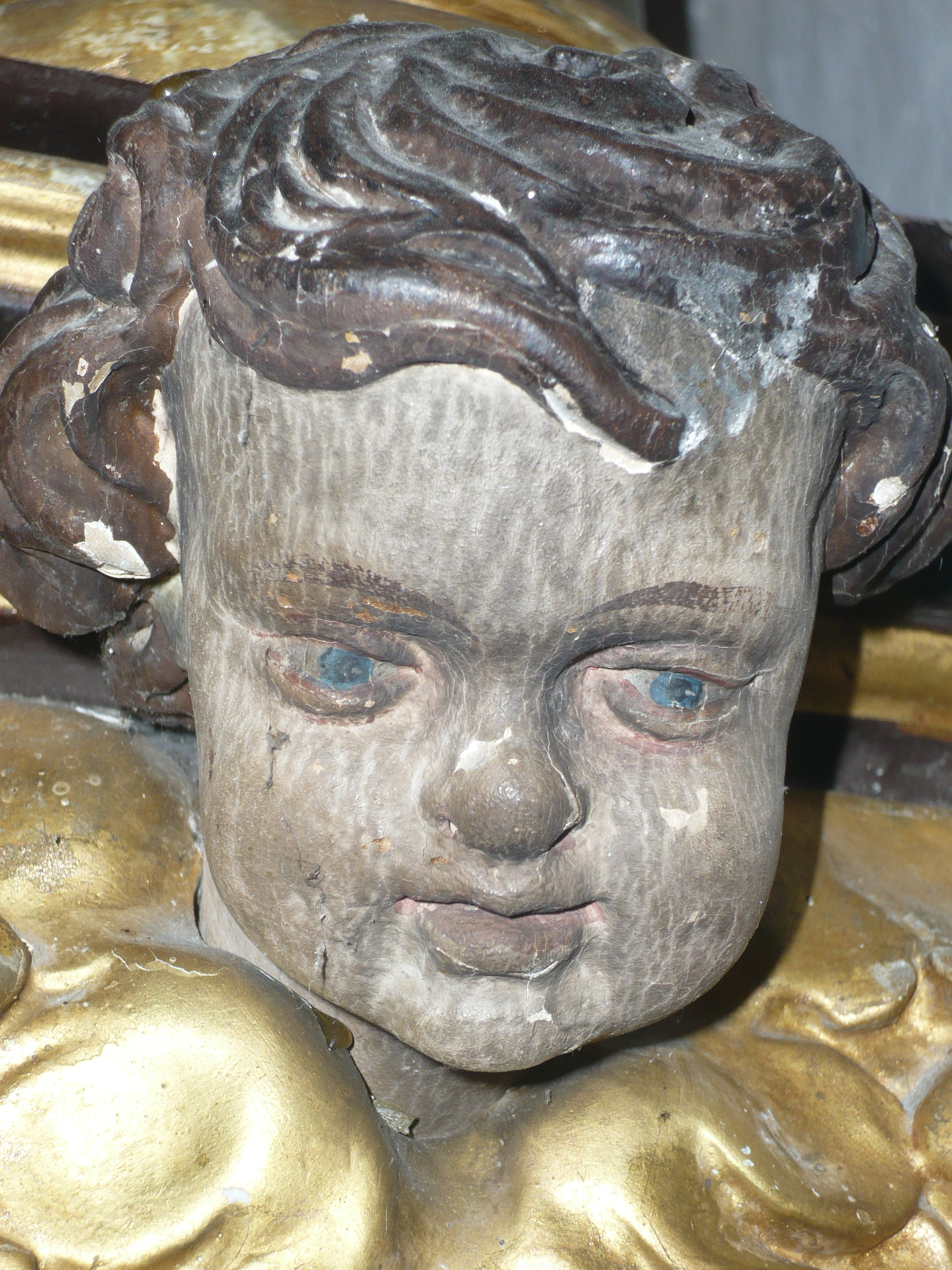